# Independent Force
Die Independent Force (englisch für unabhängige Streitmacht) war ein am 6. Juni 1918 unter Hugh Trenchard ins Leben gerufenes Kommando der zwei Monate zuvor gegründeten britischen Royal Air Force, der für strategische Bombenangriffe an der Westfront des Ersten Weltkriegs eingesetzt wurde. Kurz vor Kriegsende sollte es durch Hinzuziehung französischer, US-amerikanischer und italienischer Verbände zur Inter-Allied Independent Air Force erweitert werden, wozu es jedoch nicht kam.

## Hintergrund
Britische strategische Luftangriffe waren bis 1918 vorwiegend Sache des Royal Naval Air Service (RNAS) gewesen. Bereits Ende 1914 hatten Flugzeuge des RNAS die deutsche Marinebasis Cuxhaven und den Luftschiffstützpunkt Nordholz angegriffen. Im April 1916 wurde für strategische Angriffe ein eigenes Geschwader, das No. 3 Wing RNAS gebildet, das von Luxeuil in den südwestlichen Vogesen aus zusammen mit französischen Bombereinheiten Angriffe auf Südwestdeutschland flog. Dieses sollte die bis 1917 mit Zeppelinen geflogen deutschen Luftangriffe auf England kontern.
Ab Mai 1917 wurden von den Deutschen unter Verwendung der neuen Gotha G.IV-Bomber Fernangriffe des „England-Geschwaders“ (Bogohl 3) auf London und andere Städte geflogen, die die Briten erneut in Zugzwang brachten. Im Juli 1917 wurde das Mitglied des britischen Kriegskabinetts Jan Christiaan Smuts beauftragt, einen Plan zu entwickeln, wie man auf diese Herausforderung reagieren sollte. Smuts’ Vorschläge liefen darauf hinaus, eine von Heer und Marine unabhängige dritte Teilstreitkraft zu schaffen, um einerseits die Luftverteidigung zu stärken und andererseits die Offensivkapazitäten von Royal Flying Corps (RFC) und RNAS zu bündeln. Hierzu sollte ein eigenes Luftfahrtministerium (Air Ministry) gegründet werden. Ferner sollten die deutschen Luftangriffe mit eigenen strategischen Angriffen tief ins Hinterland des Feindes beantwortet werden. Smuts konnte sich in dieser Linie durch Militärs wie Lord Tiverton und Mark Kerr bestätigt fühlen, der im November 1917 in einer Denkschrift für eine unabhängige Bomberflotte eintrat.

## Gründung und Einsätze
Versuchsweise wurde im Oktober 1917 unter dem Befehl von Cyril Newall der No. 41 Wing RFC aus Bomberstaffeln des RFC und des RNAS gebildet, aus dem Anfang 1918 die sogenannte VIII Brigade des RFC hervorging. Am 1. April 1918 wurde die Royal Air Force offiziell gegründet, nachdem zum Jahreswechsel 1918 schon das Air Ministry gebildet worden war. Nach den ersten Erfolgen der VIII Brigade entschied man, aus ihr die von Smuts und Kerr vorgeschlagene Independent Force aufzustellen. Ironischerweise wurde Hugh Trenchard, der im Januar erster Chef des Luftstabes geworden war und sich inzwischen mit seinem Minister Lord Rothermere aufgrund von dessen primär politisch motivierten Entscheidungen überworfen hatte, zum Kommandeur der neuen Formation ernannt. Trenchard war, ebenso wie der Befehlshaber an der Westfront Douglas Haig, nicht vom Sinn einer unabhängigen Bomberflotte überzeugt gewesen.
Die Independent Force wurde am 6. Juni 1918 mit Hauptquartier bei Nancy offiziell gegründet. Feldmarschall Haig übergab zu diesem Datum die bisher von ihm ausgeübte Kontrolle über die VIII Brigade an Trenchard. Trenchard berichtete unter Umgehung seines Nachfolgers als Chef des Luftstabes, Frederick Sykes, direkt an den neuen Luftfahrtminister William Weir. Er hielt sich auch nicht an Vorgaben aus dem Ministerium, vorrangig Ziele der deutschen Kriegswirtschaft, insbesondere die in Südwestdeutschland konzentrierte chemische Industrie, anzugreifen, sondern konzentrierte sich auf deutsche Flugplätze und Eisenbahnlinien, wovon er sich größere Erfolge versprach. Hinzu kamen Unterstützungseinsätze etwa während der Schlacht von St. Mihiel im September 1918.

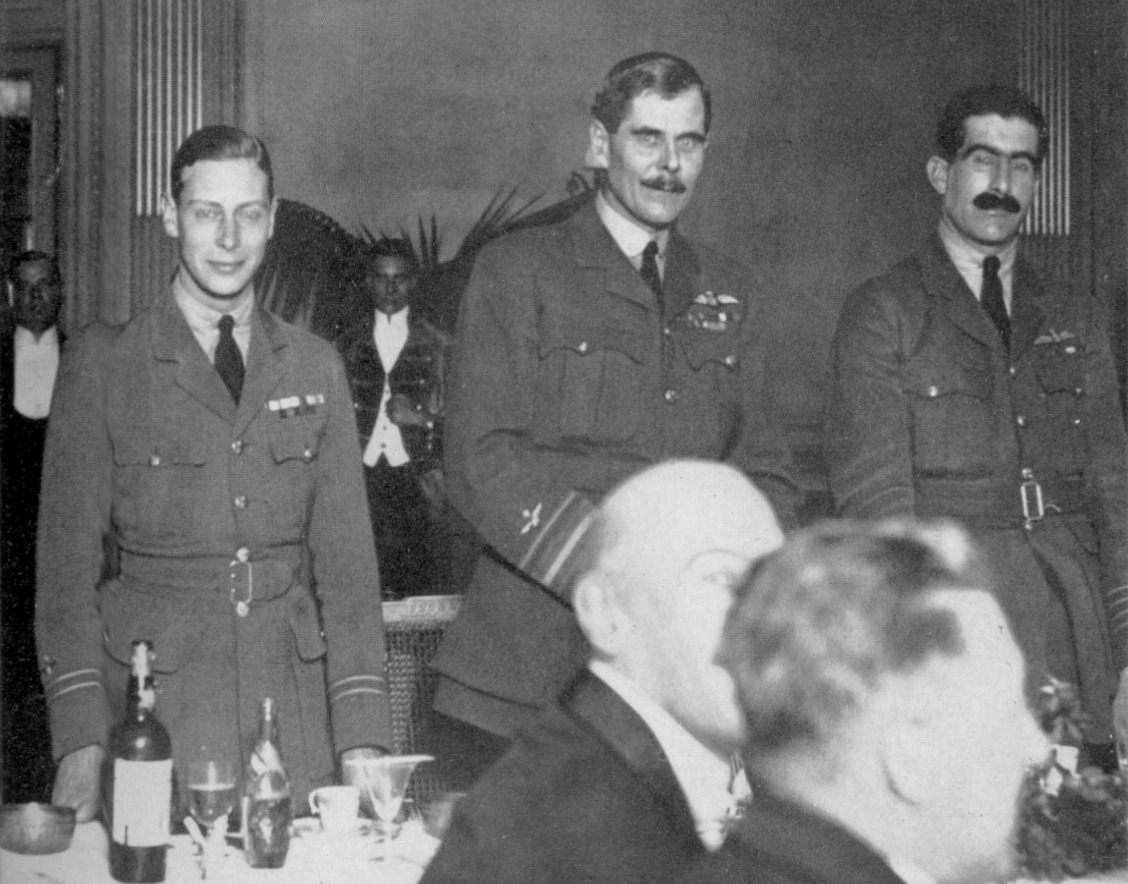
Prinz Albert, Hugh Trenchard und Christopher Courtney bei einem Dinner zu Ehren der Independent Force im Londoner Savoy Hotel, Juli 1919

Am 26. Oktober wurde Trenchard informiert, dass er in Zukunft eine interalliierte Luftstreitmacht befehligen sollte, wobei Trenchard dem alliierten Oberbefehlshaber Marschall Ferdinand Foch unterstellt werden sollte. Das schnelle Kriegsende machte diese Pläne obsolet, sie wären ohnehin auch für einige Beteiligte politisch kaum tragbar gewesen. So lehnten etwa die USA Bombereinsätze gegen zivile Ziele rundheraus ab. Trenchard kehrte nach dem Kriegsende sofort nach Großbritannien zurück und überließ die Auflösung der Independent Force dem Chef des Feldflugwesens der RAF John Salmond und seinem Nachfolger Christopher Courtney.
Die Independent Force führte in der Zeit ihres Bestehens 353 Missionen durch und warf dabei 550 Tonnen Bomben ab. In der Zeit bis Ende Oktober gingen ca. 500 Flugzeuge der Independent Force verloren, davon mehr als die Hälfte durch Unfälle. 299 Mann Besatzungen wurden vermisst (wahrscheinlich gefallen), weitere 58 waren sicher gefallen und 107 verwundet worden.

## Zusammensetzung und Ausrüstung

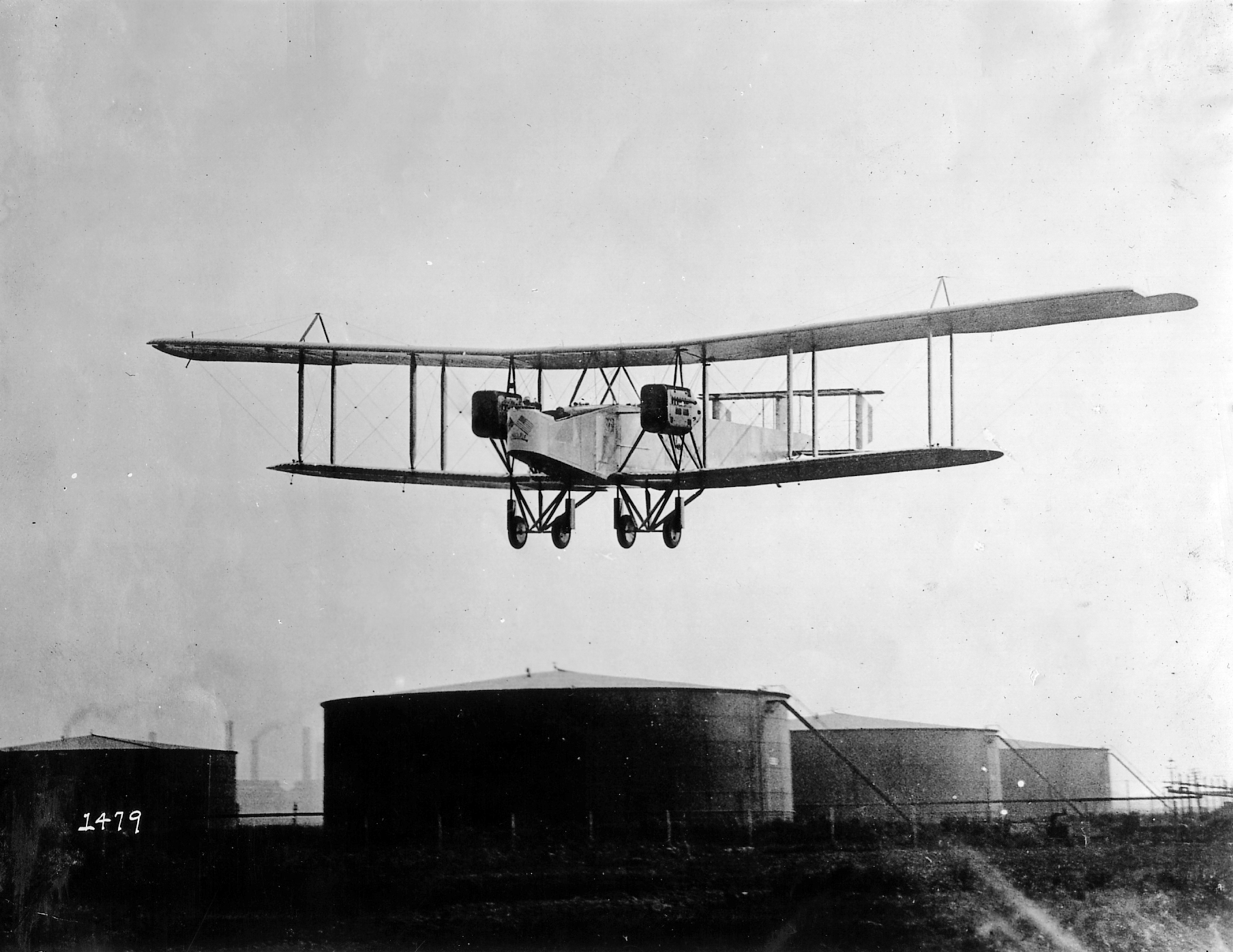
Schwerer Bomber Handley Page O/400

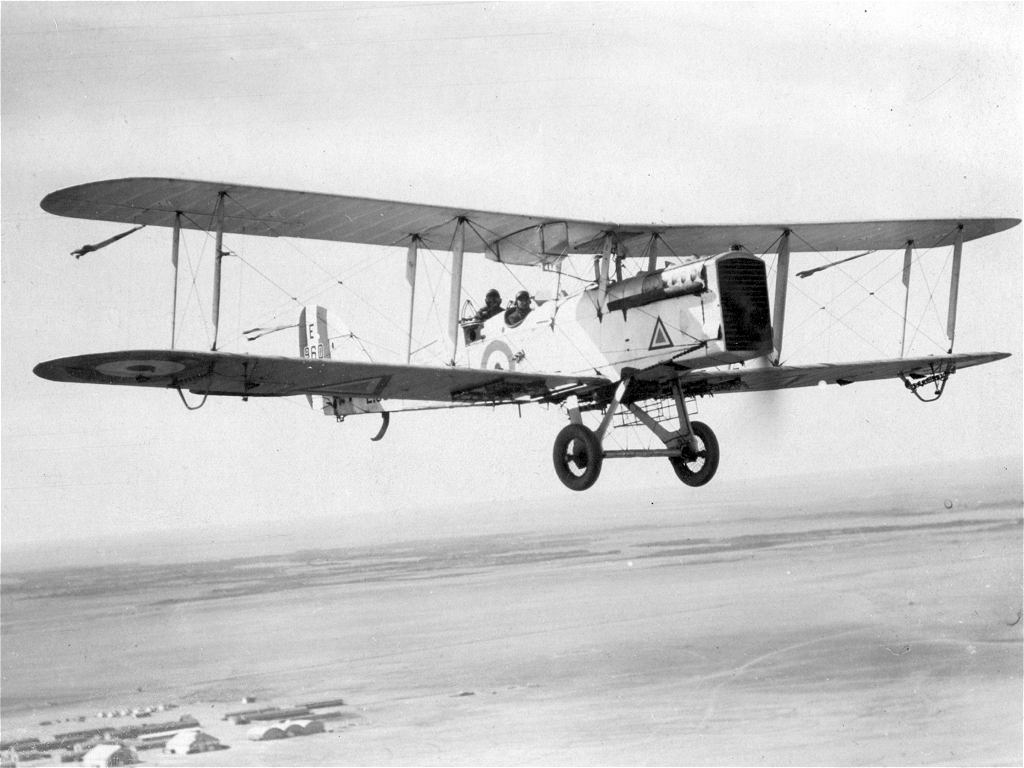
Mittlerer Bomber Airco DH.9A

Die Independent Force wuchs bis Kriegsende auf eine Stärke von neun Bomberstaffeln und einer Jagdstaffel für Eskortierungsaufgaben, weit weniger als von den Planern im Luftfahrtministerium erhofft. Dies waren zunächst:
- No. 41 Wing mit:
  - No. 55 Squadron
  - No. 99 Squadron
  - No. 104 Squadron
- No. 83 Wing mit:
  - No. 100 Squadron
  - No. 216 Squadron

Später kamen noch die Squadrons No. 97, 115, 215 und 110 hinzu. Als Jagdstaffel diente die No. 1 Squadron.
Diese Einheiten waren ausgerüstet mit Flugzeugen der Typen:
- Airco D.H.4, D.H.9 und D.H.9A
- Handley Page Type O/100 und O/400
- Royal Aircraft Factory F.E.2 (bald ausgemustert)
- Sopwith Camel

Zum Einsatz der superschweren Handley Page V/1500 kam es aufgrund des am 11. November 1918 geschlossenen Waffenstillstands nicht mehr. Diese Flugzeuge hatten noch in den letzten Wochen des Krieges die Aufgabe, Berlin zu bombardieren.